# Yamaha XT 250

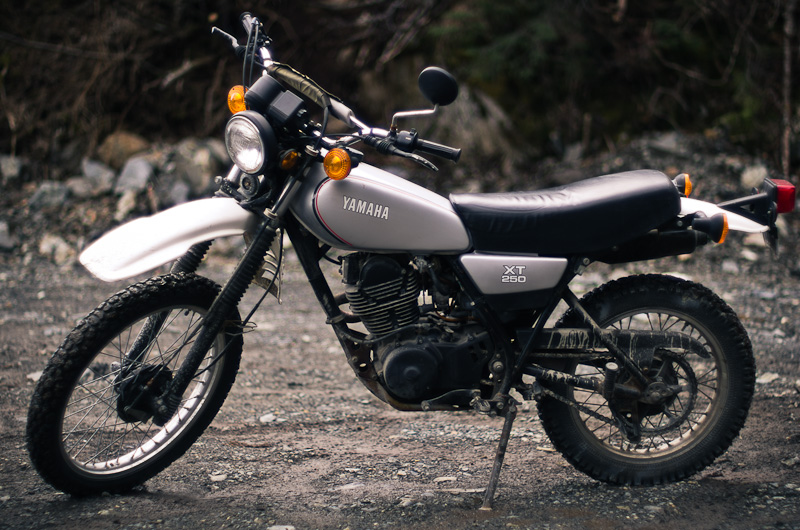
Yamaha XT 250, Bj. 1981

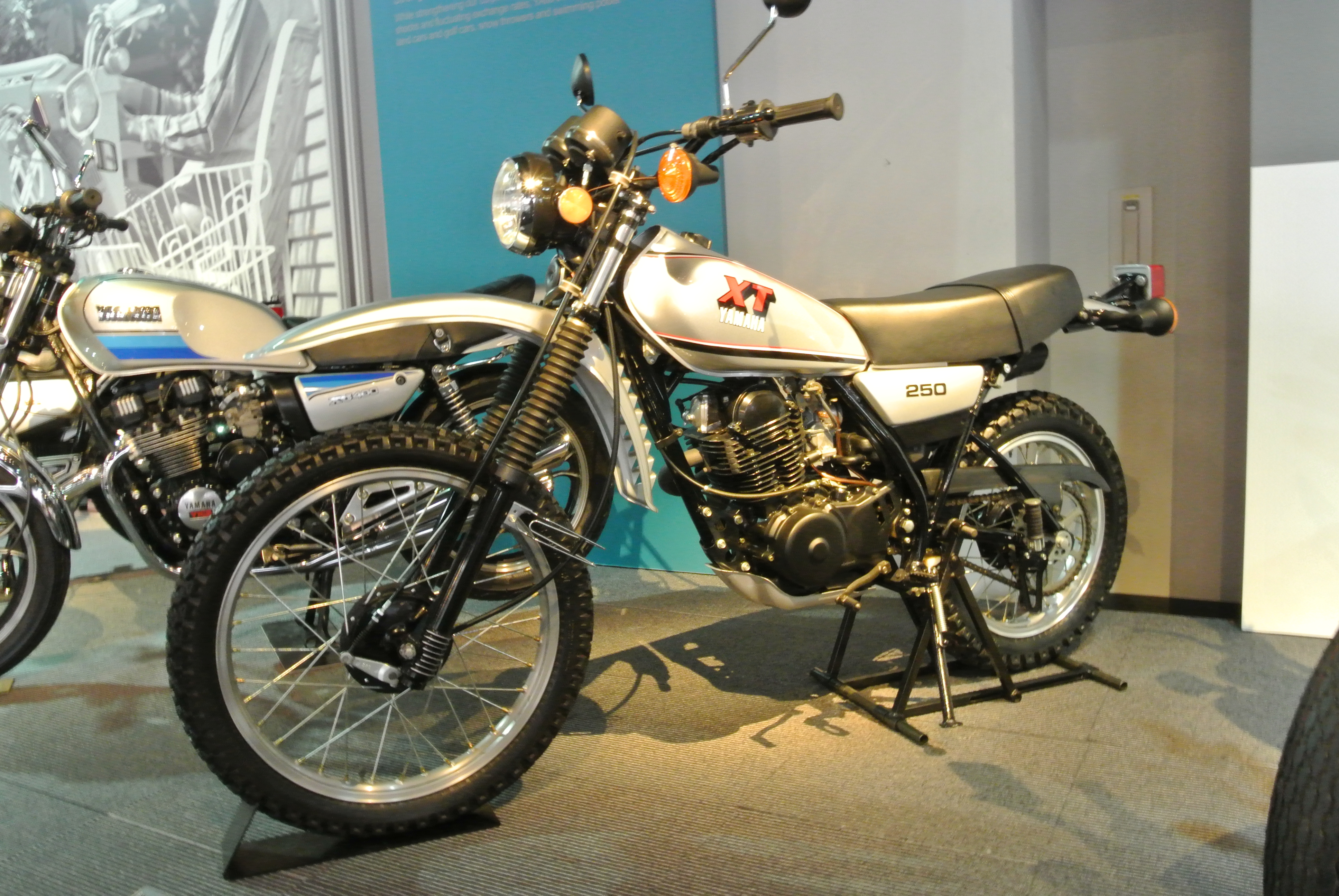
1980 Yamaha XT 250

Die XT 250 ist eine Enduro des japanischen Herstellers Yamaha, welche von 1979 bis 1990 gebaut wurde. Sie gilt als kleine Schwester des Erfolgsmodells Yamaha XT 500. Im Gegensatz zu dieser hat sie aber eine elektronische Zündung und eine Cantilever-Schwinge mit zentralem Federbein unter dem Tank wie die Yamaha XT 550.
Das Motorrad hatte in Deutschland anfangs eine Leistung von 16 kW/22 PS. Nach Umgruppierung der Versicherungsklassen wurde in den bis dato verkauften Exemplaren bei Wunsch des Eigentümers auf Eingruppierung in die 17-PS-Klasse ein Ring in den Auspuffkrümmer eingeschweißt, der die Leistung auf 13 kW / 17 PS herabsetzte, was mit entsprechender Bescheinigung zur Änderung der Fahrzeugpapiere führen konnte. 
Seit 2008 stellt Yamaha eine neue Generation der XT 250 her. Sie wird beispielsweise in Amerika und Kanada vertrieben. Die Maschinen haben bis auf den Namen jedoch nicht viel mit der ursprünglichen XT 250 gemein. So verfügt die aktuelle Version über Scheibenbremsen vorn und hinten und einen Elektrostarter. Wie ihre Vorgängerin hat sie aber einen 2-Ventil-Motor, was eigentlich schon in den 1980ern als veraltet galt. Bei Konkurrenzmodellen, wie der Kawasaki KLX 250 oder der Honda XL 250, waren 4-Ventil-Motoren verbaut.

## Technische Daten (Deutschland 1980–1990)
Der Typschlüssel lautet 3Y3. Der Motor ist ein fahrtwindgekühlter 1-Zylinder-Viertaktmotor mit 2 Ventilen. Der Hubraum beträgt 249 cm³, resultierend aus einer Bohrung von 75 mm und einem Kolbenhub von 56,6 mm. Die Maximalleistung (USA-Ausführung) ist 16 kW/22 PS und wird bei einer Drehzahl von 8600 min−1erreicht. Das maximale Drehmoment von 20 Nm liegt bei 7600 min−1an.
In Deutschland gab es aus versicherungstechnischen Gründen eine gedrosselte Version mit (Deutschland-Ausführung) 12,4 kW/17 PS bei 7500 min−1
Das Getriebe mit 5 Gängen wird fußgeschaltet, der Motor wird mit Hilfe des Kickstarters angeworfen. Der Einrohrrahmen ist nach unten offen, die Cantilever-Hinterradschwinge kann fünffach verstellt werden. Der zur Verfügung stehende Federweg ist hinten 180 mm, vorne hingegen 205 mm. Die Vorderradaufhängung besteht aus einer hydraulisch gedämpften Teleskopgabel mit Standrohren von 35 mm Durchmesser.
Der Tank fasst 8 Liter (Kraftstoffsorte: Superbenzin).
Zum Trockengewicht von 113 kg addieren sich vollgetankt 11 kg, fahrfertig zeigt die Waage dann 124 kg. Bei einem zulässigen Gesamtgewicht von 300 kg ergibt sich eine hohe Zuladung von 176 kg.
Die Höchstgeschwindigkeit beträgt 116 km/h (DE), während für die US-Ausführung 120 km/h (USA) angegeben werden.
Sowohl vorne als auch hinten wird mit Trommelbremsen gebremst.

## Technische Daten (seit 2008)
- Motor: luftgekühlter 1 Zylinder 4-Taktmotor, 2 Ventile
- Hubraum: 249 cm³
- Bohrung: 74 mm
- Hub: 58 mm
- Verdichtungsverhältnis: 9,5:1
- Vergaser: VM28SS (Mikuni)
- Zündung: CDI
- Starter: Kickstarter
- Tank: 9,8 l
- Öl im Nasssumpf: 1,3 Liter
- Kettenantrieb, 5-Gang
- Trockengewicht: 123 kg
- Vorderradaufhängung: Teleskopgabel, 225 mm Federweg
- Reifengröße vorne: 2.75 × 21
- Bremse vorne: 245 mm Scheibenbremse
- Hinterradaufhängung: Schwinge mit Zentralfederbein, 180 mm Federweg
- Reifengröße hinten: 120/80-18
- Bremse hinten: 203 mm Scheibenbremse